# 27 november
27 november is de 331ste dag van het jaar (332ste dag in een schrikkeljaar) in de gregoriaanse kalender. Hierna volgen nog 34 dagen tot het einde van het jaar.

## Gebeurtenissen
- Algemeen
  - 2021 - Voor het eerst in het winterseizoen 2021-2022 wordt er in Nederland een sneeuwdek waargenomen. Vanuit Noord-Brabant komen de eerste meldingen.[1]
  - 2021 - Een kraakpand aan de Marnixstraat in Amsterdam wordt ontruimd door de politie waarbij 9 mensen worden aangehouden wegens verschillende vergrijpen.[2]
  - 2023 - Voor het eerst in het winterseizoen 2023-2024 wordt er in Nederland een sneeuwdek waargenomen. Vanuit Twente komen de eerste meldingen.[3]

- Criminaliteit en veiligheid
  - 1989 - Alle 107 inzittenden van een Colombiaans vliegtuig dat op weg was van Bogotá naar Cali komen om het leven als aan boord een bom ontploft. Het drugskartel van Pablo Escobar wordt verantwoordelijk gehouden voor de aanslag.

- Infrastructuur
  - 2000 - De Noorse Lærdalstunnel wordt voor het verkeer vrijgegeven. Met een lengte van 24,5 km is dit de langste verkeerstunnel ter wereld.

- Media
  - 2021 - Julia Boschman (19) uit Bergen op Zoom wint K2 zoekt K3 en wordt daardoor de opvolgster van Klaasje Meijer bij K3.[4]

- Oorlog
  - 1382 - Slag bij Westrozebeke.[5]
  - 1767 - Het VOC-schip Vrouwe Elisabeth Dorothea vergaat nabij Callantsoog. Slechts 6 van de 145 man weten deze ramp te overleven.[6]
  - 1940 - Slag bij Kaap Spartivento: De Britse Royal Navy en de Italiaanse Regia Marina voeren een onbeslist zeegevecht in de Middellandse Zee, bij Sardinië.
  - 1994 - Zaïre draagt 37 Rwandese vluchtelingen over aan de autoriteiten van hun geboorteland. Zij worden ervan beschuldigd de orde verstoord te hebben in de kampen bij de stad Goma, waar naar schatting 850.000 Rwandese ontheemden verblijven.

- Politiek
  - 176 - Commodus wordt door zijn vader, keizer Marcus Aurelius benoemd tot Imperator.[5]
  - 1945 - België wordt lid van de Verenigde Naties.[5]
  - 1968 - Nederland voert het minimumloon in.[5]
  - 1978 - Burgemeester van San Francisco George Moscone en stadsbestuurder en homorechtenactivist Harvey Milk worden vermoord door voormalig stadsbestuurder Dan White.
  - 1990 - John Major wordt de nieuwe leider van de Conservative Party in het Verenigd Koninkrijk en wordt de nieuwe premier.[5]
  - 2000 - Servië en Montenegro wordt lid van de OVSE.
  - 2012 - Het stoffelijk overschot van de Palestijnse leider Yasser Arafat wordt opgegraven om getest te worden op de aanwezigheid van polonium, omdat er hoge concentraties van deze radioactieve stof op zijn kleding zouden zijn gevonden.
  - 2021 - Namens het kabinet-Rutte III heeft minister Ingrid van Engelshoven van Onderwijs, Cultuur en Wetenschappen, waar emancipatie ondervalt, in Den Haag excuses gemaakt voor de Transgenderwet zoals die gold tussen 1985 en 2014. De wet behelsde dat voor een verandering van de geslachtsregistratie een geslachtsoperatie en sterilisatie vereist was.[7]

- Religie
  - 1095 - Paus Urbanus II roept tijdens de Synode van Clermont op tot een kruistocht.[5]
  - 1895 - Tijdens zijn bezoek aan de Zweeds-Noorse club in Parijs ondertekent Alfred Nobel zijn testament, zodoende wordt zijn gehele vermogen aangewend om na zijn dood de Nobelprijs in te (kunnen) stellen.
  - 1911 - Paus Pius X creëert 19 nieuwe kardinalen, onder wie de Nederlandse Redemptorist pater Willem Marinus van Rossum.

- Sport
  - 2014 - Het Nederlands vrouwenvoetbalelftal plaatst zich voor het eerst in de geschiedenis voor een wereldkampioenschap.
  - 2017 - Xander van Mazijk wordt in Las Vegas wereldkampioen bowlen. Hij is de eerste Nederlander die individueel goud wint op een WK.
  - 2021 - Het Nederlands vrouwenvoetbalelftal weet de WK-kwalificatiewedstrijd in de Tsjechische stad Ostrava tegen het elftal van Tsjechië niet te winnen. De eindstand is 2-2.[8]
  - 2023 - Op het Wielergala ontvangt Demi Vollering de Keetie van Oosten-Hage Trofee voor beste wielrenster van het jaar. Mathieu van der Poel wordt voor de derde keer gekozen tot beste wielrenner van het jaar en ontvangt daarvoor de Gerrit Schulte Trofee. De Gerrie Knetemann Trofee voor talent van het jaar gaat naar Puck Pieterse en Team Jumbo-Visma is de ploeg van het jaar volgens organisator Club 48, de vereniging van oud-profwielrenners.[9]

- Wetenschap en technologie
  - 1834 - Uitvinding van de elektromotor door Thomas Davenport.[5]
  - 1885 - De Oostenrijks-Hongaarse astronoom Ladislaus Weinek maakt in Tsjechië de eerste bekende foto van een meteoor. De meteoor hoorde bij de Andromediden-zwerm die zijn oorsprong vindt in de komeet van Biela.[10]
  - 1971 - Na een mislukte vlucht crasht de lander van de Mars 2, de Sovjet-Russische onbemande ruimtevlucht naar Mars, op de planeet. Het is het eerste door mensen vervaardigde voorwerp dat de oppervlakte van Mars bereikt.
  - 2001 - Uit beelden van Hubble ruimtetelescoop wordt ontdekt dat er op de exoplaneet Osiris water en zuurstof aanwezig is en dat zij een blauwe staart heeft bestaande uit waterstof.
  - 2005 - In Amiens (Frankrijk) wordt de eerste gedeeltelijke gezichtstransplantatie afgerond.
  - 2022 - Koppeling van het Dragon-ruimtevaartuig van SpaceX met het Internationaal Ruimtestation ISS zo'n 17 uur na lancering. Aan boord zijn onder meer zonnepanelen voor het ruimtestation.[11]
  - 2022 - Lancering met een Lange Mars 2D raket van China Aerospace Science Corporation (CASC) vanaf lanceerbasis Xichang LC-3 van de Yaogan 36 Group 03 missie met drie Chinese spionagesatellieten.[12]

## Geboren

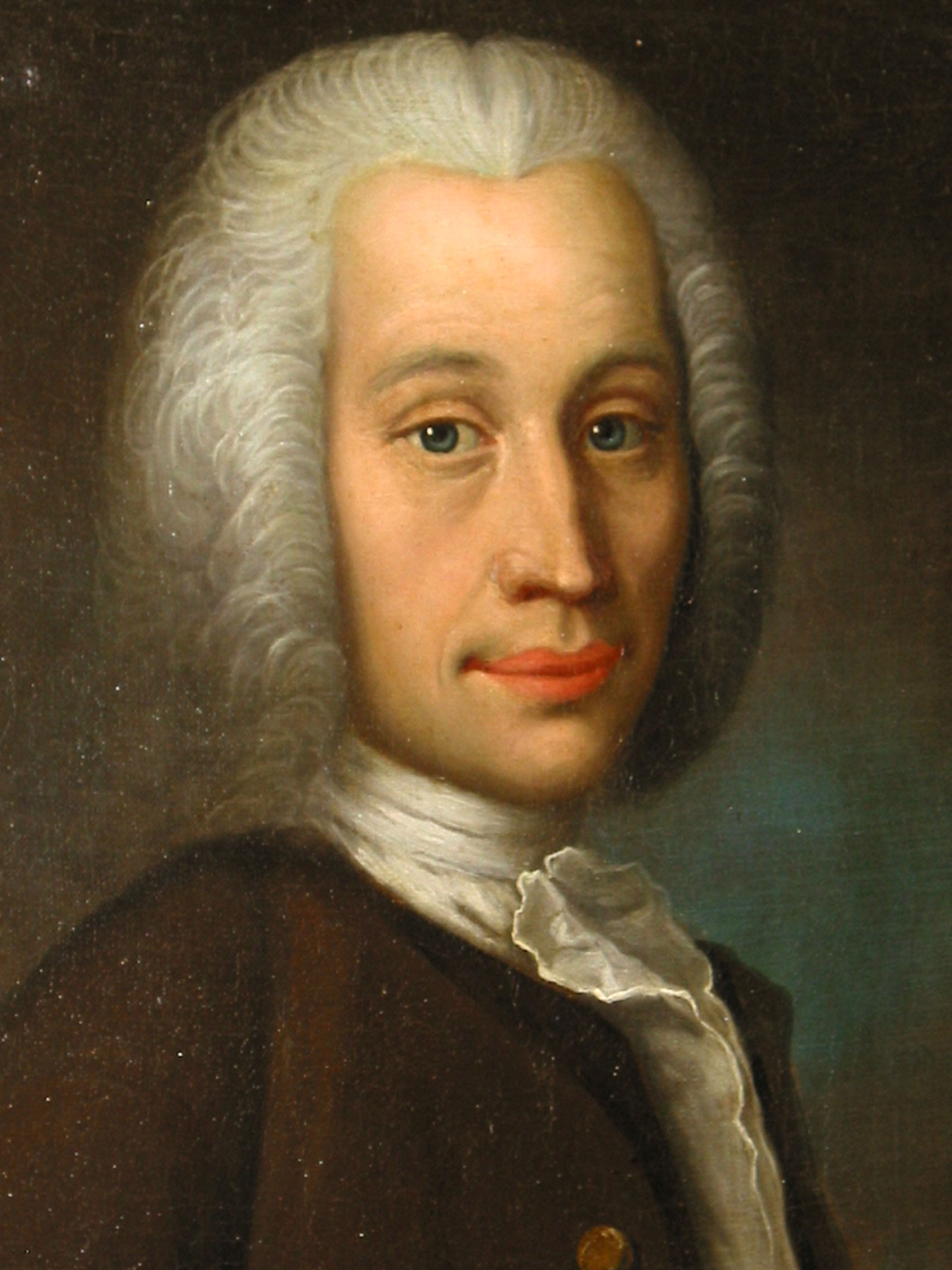
Anders Celsius
geboren in 1701

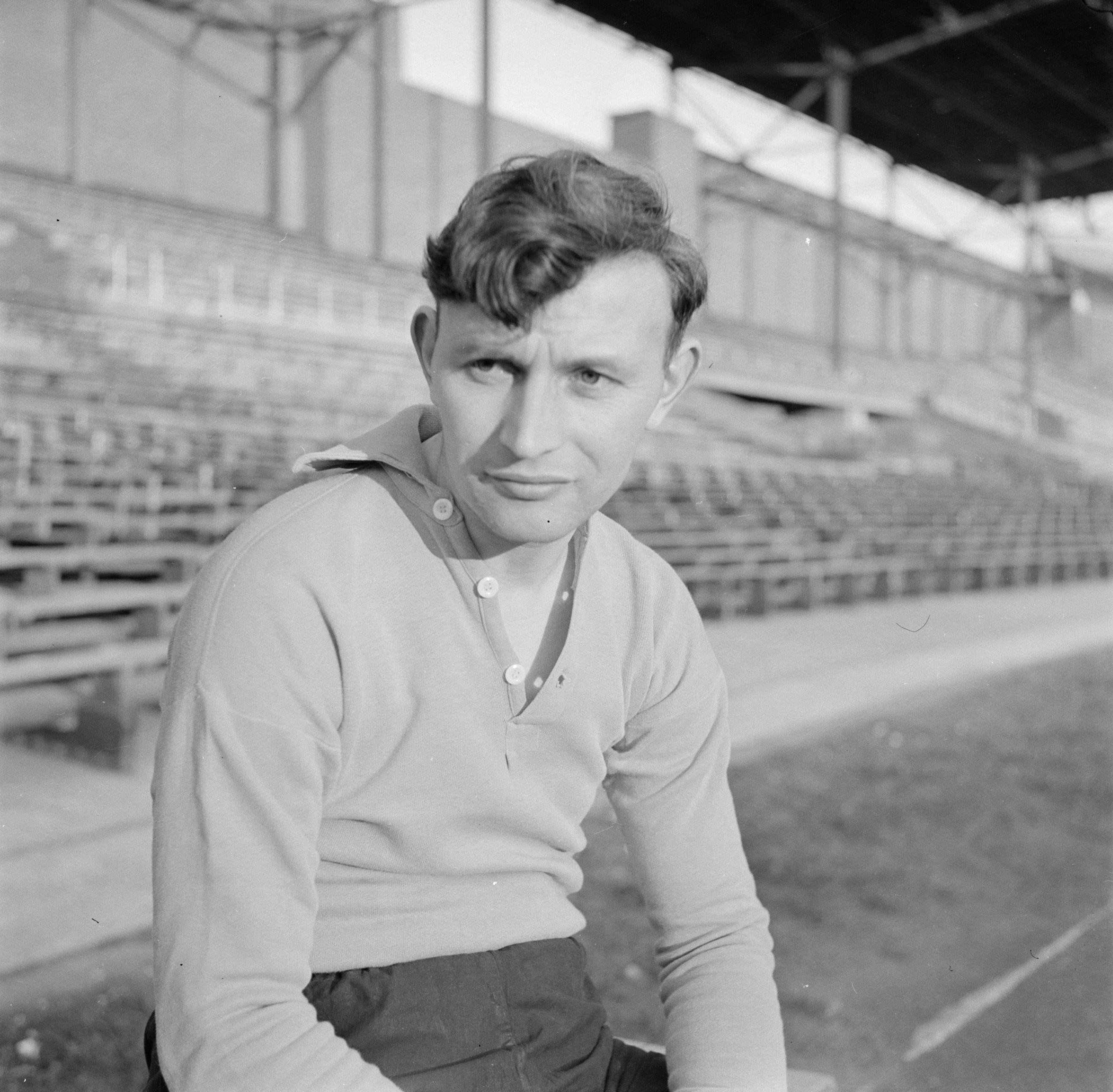
Abe Lenstra
geboren in 1920

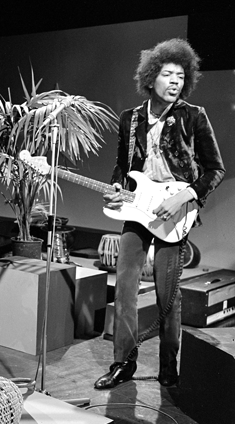
Jimi Hendrix
geboren in 1942

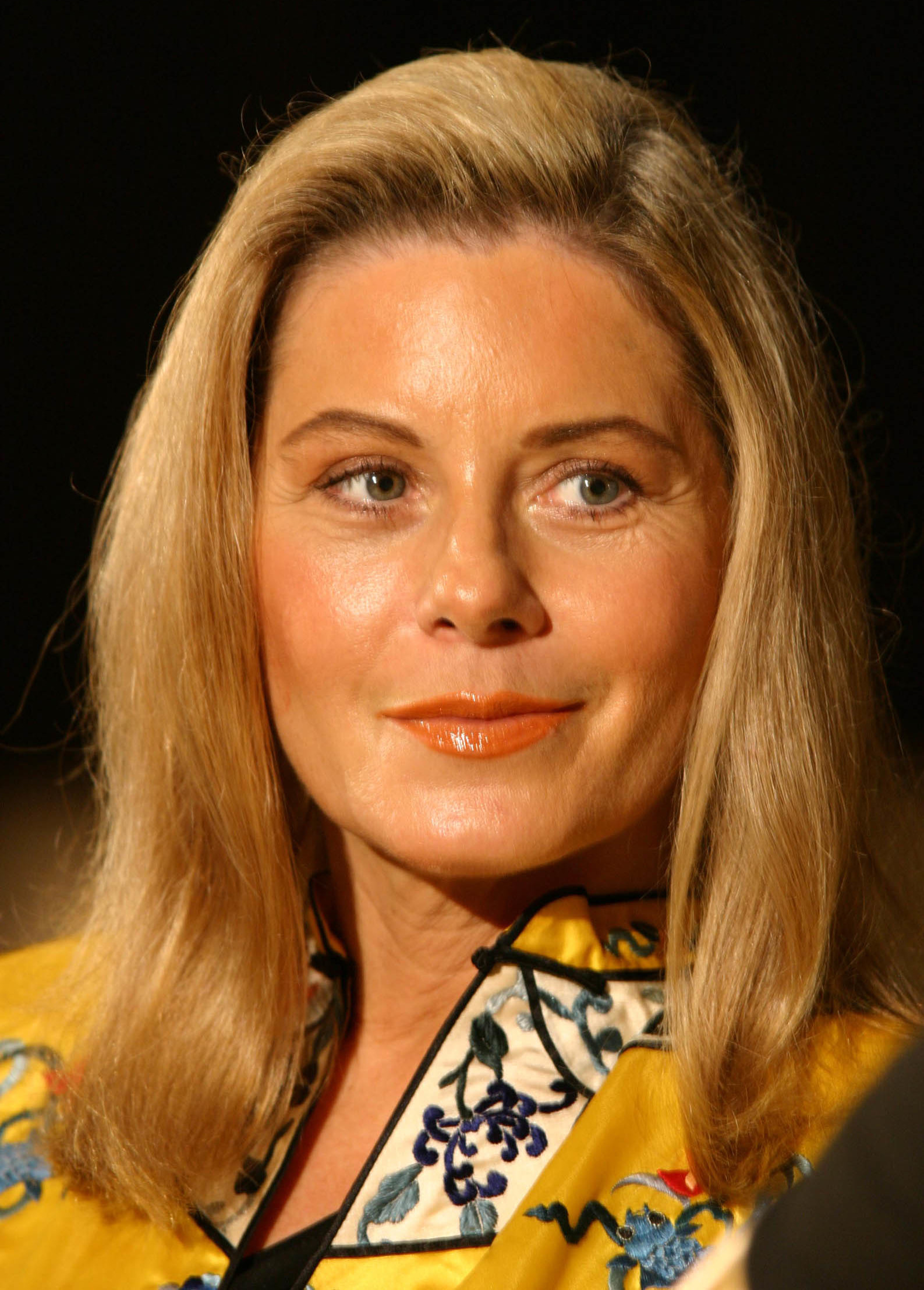
Vera Fischer
geboren in 1951

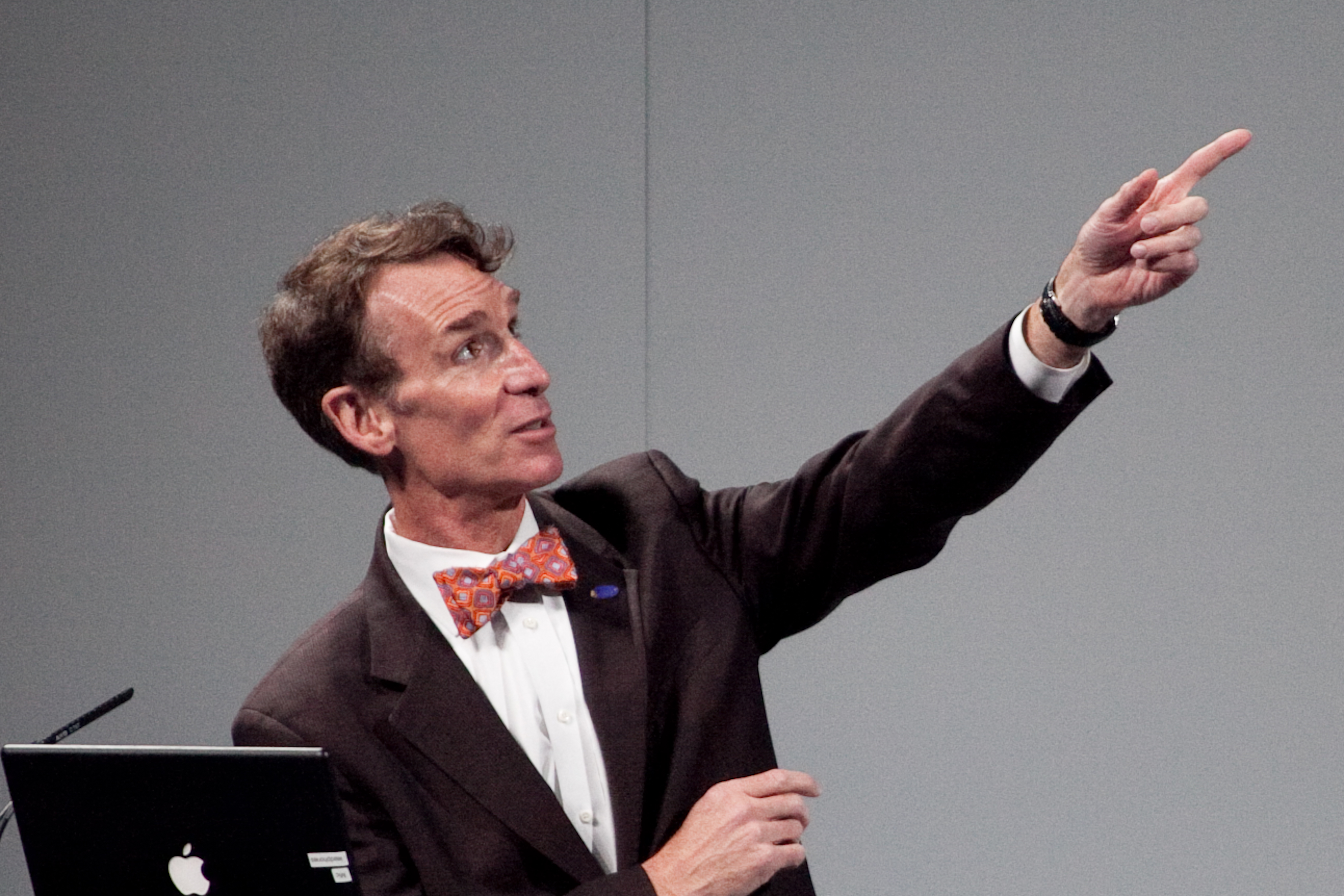
Bill Nye
geboren in 1955

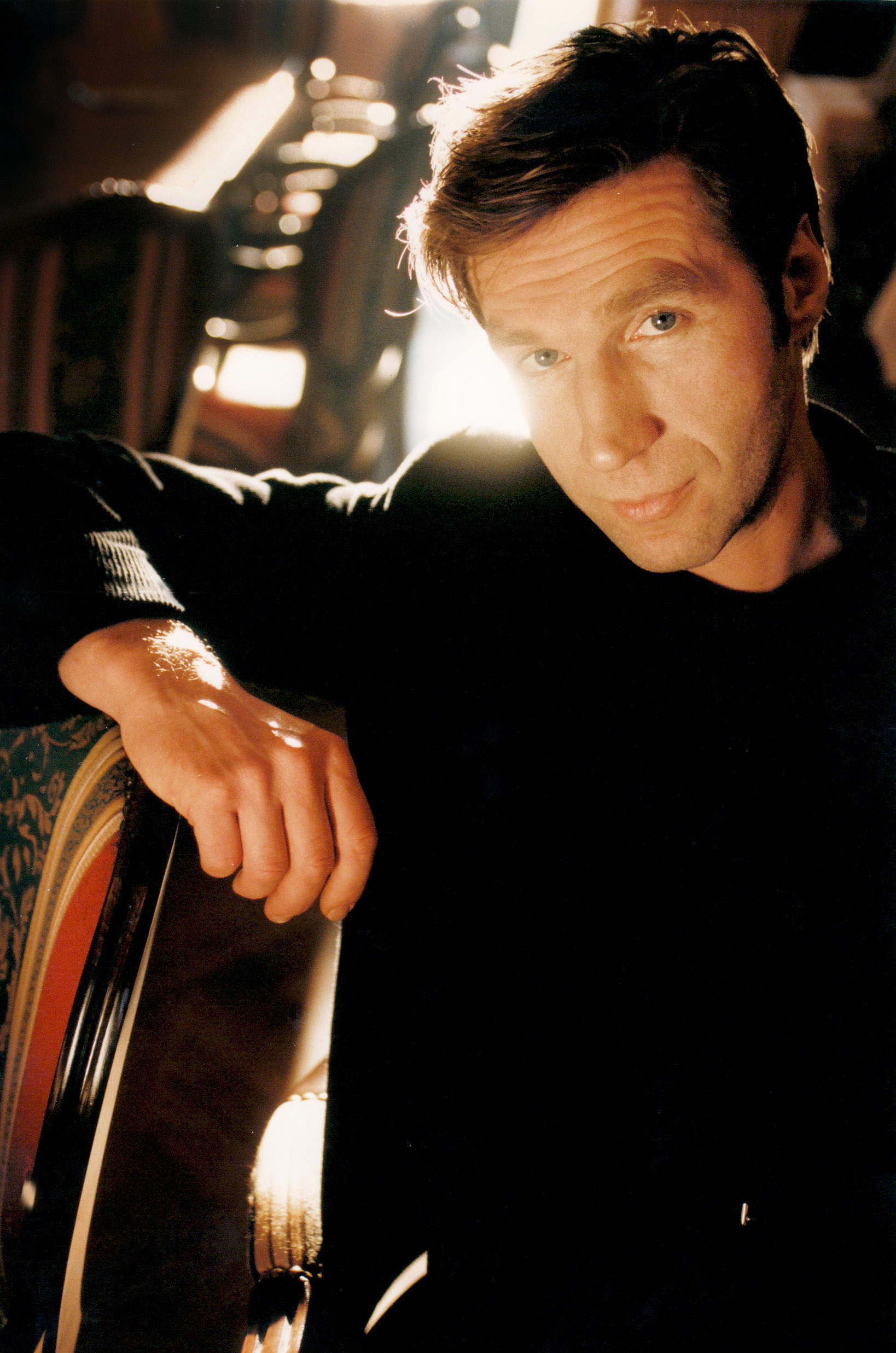
Frank Boeijen
geboren in 1957

- 637 - Clovis II, Frankisch koning van Neustrië en Bourgondië (overleden 657)
- 1635 - Madame de Maintenon, tweede echtgenote van Lodewijk XIV van Frankrijk (overleden 1719)
- 1701 - Anders Celsius, Zweeds astronoom en uitvinder (overleden 1744)
- 1787 - Jacob Hendrik van Rechteren van Appeltern, Nederlands politicus (overleden 1845)
- 1798 - Andries Pretorius, leider van de Zuid-Afrikaanse voortrekkers (overleden 1853)
- 1809 - Fanny Kemble, Brits schrijfster, actrice en abolitionist (overleden 1893)
- 1829 - Jozef Habets, Nederlands priester en schrijver (overleden 1893)
- 1843 - Elizabeth Stride, derde canonieke slachtoffer van Jack the Ripper (overleden 1888)
- 1848 - Henry Augustus Rowland, Amerikaans natuurkundige (overleden 1901)
- 1853 - Frank Bernard Dicksee, Engels kunstschilder en illustrator (overleden 1928)
- 1867 - Charles Koechlin, Frans componist (overleden 1950)
- 1873 - Ellen N. La Motte, Amerikaans verpleegster, journaliste en auteur (overleden 1961)
- 1874 - George Bovet, Zwitsers politicus (overleden 1946)
- 1883 - Belfort Duarte, Braziliaans voetballer (overleden 1918)
- 1897 - Henri Story, Belgisch politicus (overleden 1944)
- 1898 - José María Gil-Robles y Quiñones de León, Spaans politicus (overleden 1980)
- 1900 - Bertus Brouwer, Nederlands atleet (overleden 1952)
- 1903 - Klaas van der Geest, Nederlands zeeman en schrijver (overleden 1964)
- 1905 - Daniel Sternefeld, Belgisch componist, muziekpedagoog en dirigent (overleden 1986)
- 1909 - Carlo Allard Zaalberg, Nederlands hoogleraar Neerlandistiek en literatuurhistoricus (overleden 2004)
- 1912 - Connie Sawyer, Amerikaans actrice (overleden 2018)
- 1915 - Caro van Eyck, Nederlands actrice (overleden 1979)
- 1919 - Eva Arndt, Deens zwemster (overleden 1993)
- 1920 - Abe Lenstra, Nederlands voetballer (overleden 1985)
- 1921 - Alberto Zolim Filho (Carlitos), Braziliaans voetballer (overleden 2002)
- 1923 - Juvenal Amarijo, Braziliaans voetballer (overleden 2009)
- 1924 - Gaston Compère, Belgisch filoloog, (toneel)schrijver, essayist en dichter (overleden 2008)
- 1925 - Claude Lanzmann, Frans filosoof, journalist en hoogleraar (overleden 2018)
- 1927 - Carlos José Castilho, Braziliaans voetballer (overleden 1987)
- 1928 - Harry Vandermeulen, Belgisch politicus (overleden 2022)
- 1930 - Herman Redemeijer, Nederlands politicus (overleden 2020)
- 1932 - Benigno Aquino jr., Filipijns senator en oppositieleider (vermoord 1983)
- 1933 - Henri d'Udekem d'Acoz, Belgisch politicus (overleden 2021)
- 1934 - Gilbert Strang, Amerikaans wiskundige
- 1935 - Jan Bouwman, Nederlands zwemmer (overleden 1999)
- 1937 - Bootsie Barnes, Amerikaans jazzsaxofonist (overleden 2020)
- 1938 - Laurent-Désiré Kabila, Congolees zakenman en politicus (overleden 2001)
- 1938 - Apolo Nsibambi, Oegandees politicus (overleden 2019)
- 1938 - Pasquale Squitieri, Italiaans filmregisseur, scenarioschrijver en politicus (overleden 2017)
- 1939 - Dudley Storey, Nieuw-Zeelands roeier (overleden 2017)
- 1940 - Bruce Lee, Amerikaans-Chinees acteur (overleden 1973)
- 1941 - Louis van Dijk, Nederlands pianist (overleden 2020)
- 1941 - Aimé Jacquet, Frans voetballer en voetbalcoach
- 1942 - Jimi Hendrix, Amerikaans gitarist (overleden 1970)
- 1942 - Vlastimil Jansa, Tsjechisch schaker
- 1942 - Charles Pahlad, Surinaams musicus, ondernemer en politicus (overleden 2024)
- 1942 - Ruurd Reitsma, Nederlands generaal (overleden 2016)
- 1942 - Néstor Togneri, Argentijns voetballer (overleden 1999)
- 1944 - Rudolf Mitteregger, Oostenrijks wielrenner (overleden 2024)
- 1945 - Phil Bloom, Nederlands kunstenares
- 1945 - Erik Gyselinck, Belgisch atleet
- 1945 - Randy Brecker, Amerikaans trompettist
- 1946 - Bent Schmidt Hansen, Deens voetballer (overleden 2013)
- 1947 - Rob Brunia, Nederlands schaker (overleden 2005)
- 1947 - Richard Court, 26e premier van West-Australië
- 1947 - Jan Jeuring, Nederlands voetballer
- 1947 - Frank Kramer, Nederlands voetballer, televisiepresentator en sportverslaggever (overleden 2020)
- 1948 - James Avery, Amerikaans acteur (overleden 2013)
- 1949 - Masanori Sekiya, Japans autocoureur
- 1950 - Jean-François Istasse, Belgisch politicus (overleden 2021)
- 1951 - Kathryn Bigelow, Amerikaans regisseuse en scenarioschrijfster
- 1951 - Teri DeSario, Amerikaans zangeres
- 1951 - Vera Fischer, Braziliaans actrice
- 1951 - Joeri Kondakov, Russisch langebaanschaatser
- 1952 - Jos de Beus, Nederlands politicoloog en hoogleraar (overleden 2013)
- 1952 - Daryl Stuermer, Amerikaans gitarist
- 1953 - Steve Bannon, Amerikaans zakenman en politicus
- 1953 - Piet van der Pas, Nederlands acteur en regisseur
- 1955 - Faina Kirschenbaum, Israëlisch politica
- 1955 - Bill Nye, Amerikaans wetenschapspopulariseerder, komiek, televisiepresentator, acteur, schrijver, wetenschapper en werktuigbouwkundige
- 1956 - William Fichtner, Amerikaans acteur
- 1957 - Frank Boeijen, Nederlands zanger
- 1957 - Caroline Kennedy, dochter van de Amerikaanse president John F. Kennedy
- 1957 - Johan Malcorps, Belgisch politicus
- 1957 - Thea van Rijnsoever, Nederlands wielrenster
- 1958 - Conny Helder, Nederlands bestuurder en politica
- 1959 - Viktoria Mullova, Russisch violiste
- 1960 - Erwin Drèze, Belgisch striptekenaar (overleden 2020)
- 1960 - Martin van Geel, Nederlands voetballer en technisch directeur
- 1960 - Keith Trask, Nieuw-Zeelands roeier
- 1960 - Joelia Tymosjenko, Oekraïens ondernemer en politica
- 1961 - Håkan Lindman, Zweeds voetballer
- 1964 - Ronit Elkabetz, Israëlisch filmregisseuse, scenarioschrijfster en actrice (overleden 2016)
- 1964 - Roberto Mancini, Italiaans voetballer en voetbaltrainer
- 1964 - Rubén Martínez, Chileens voetballer
- 1964 - Frank Schaafsma, Nederlands acteur (overleden 2024)
- 1965 - Patrick Dik, Nederlands voetballer (overleden 2022)
- 1965 - Sammie Moreels, Belgisch wielrenner
- 1966 - Jacky Terrasson, Amerikaans jazzpianist
- 1966 - Mark Spoon, Duits trance- en technoproducer en dj (overleden 2006)
- 1967 - João Cunha e Silva, Portugees tennisser
- 1968 - Yves Coppieters, Belgisch epidemioloog
- 1969 - Hernán Gaviria, Colombiaans voetballer (overleden 2002)
- 1970 - Erik Menendez, Amerikaans veroordeelde moordenaar
- 1970 - Jaime Riveros, Chileens voetballer
- 1971 - Troy Corser, Australisch motorcoureur
- 1971 - Ritchie Davies, Welsh darter
- 1971 - Albert Demtsjenko, Russisch rodelaar
- 1971 - Ahmed El Aouad, Frans-Marokkaans voetballer
- 1972 - Bert Flier, Nederlands triatleet/atleet
- 1972 - Youichi Ui, Japans motorcoureur
- 1973 - Sabine Poleyn, Belgisch politica
- 1975 - Michele Merkin, Amerikaans actrice, glamourmodel en tv-presentatrice
- 1975 - Edita Pučinskaitė, Litouws wielrenster
- 1975 - Rain Vessenberg, Estisch voetballer
- 1977 - Oksana Chvostenko, Oekraïens biatlete
- 1977 - Tobias Grünenfelder, Zwitsers alpineskiër
- 1978 - José Iván Gutiérrez, Spaans wielrenner
- 1978 - Radek Štěpánek, Tsjechisch tennisser
- 1980 - Takis Kaitatzis, Grieks autocoureur
- 1982 - Natasha Mealey, Engels actrice, glamourmodel en ontwerpster
- 1984 - Florian Eisath, Italiaans alpineskiër
- 1984 - Daniël Komen, Keniaans atleet
- 1984 - Massimo Roccoli, Italiaans motorcoureur
- 1987 - Santiago Giraldo, Colombiaans tennisser
- 1987 - Cédric Charlier, Belgisch hockeyer
- 1988 - Noémie Merlant, Frans actrice en regisseur
- 1989 - Andrej Sobolev, Russisch snowboarder
- 1991 - Alexia Runggaldier, Italiaans biatlete
- 1992 - Denis Nagoelin, Russisch autocoureur
- 1996 - Abbey Willcox, Australisch freestyleskiester
- 1999 - Alex Peroni, Australisch autocoureur
- 2000 - Oussama Ahammoud, Nederlands acteur
- 2001 - Zoe Colletti, Amerikaans actrice
- 2001 - Lune Miedema, Nederlands voetbalster
- 2001 - Aimar Oroz, Spaans voetballer
- 2003 - Cecilia van Zuthem, Nederlands wielrenster
- 2006 - Alara Şehitler, Duits voetbalster

## Overleden

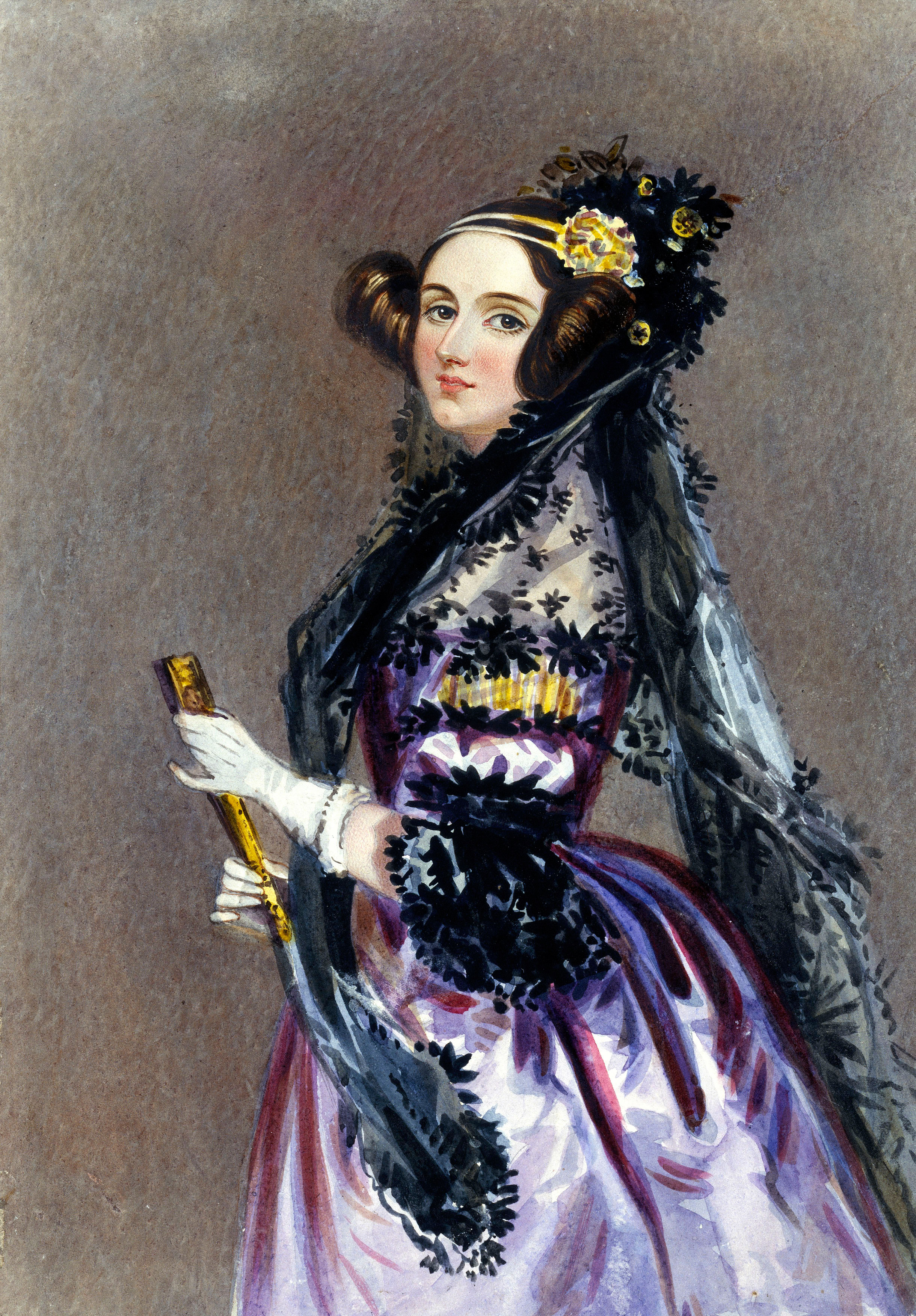
Ada Lovelace
overleden in 1852

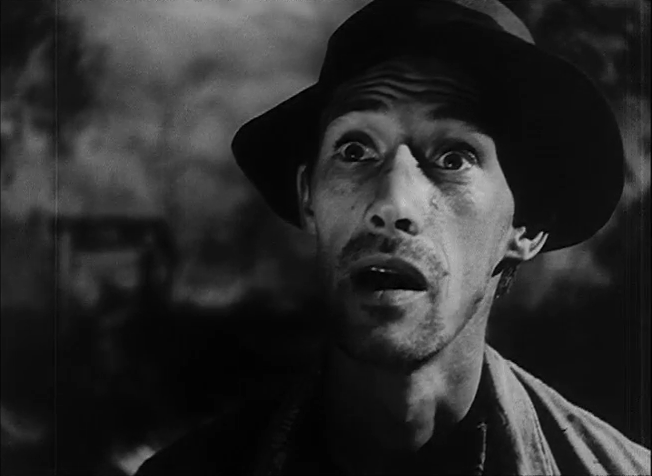
John Carradine
overleden in 1988

- 8 v.Chr. - Quintus Horatius Flaccus (57), Romeins dichter
- 395 - Flavius Rufinus (60), hoge functionaris aan het hof van de Romeinse keizer Theodosius I
- 511 - Clovis I (c. 45), eerste koning der Franken
- 602 - Mauricius (63), Byzantijns keizer
- 639 - Acharius (?), bisschop van Noyon-Doornik
- 1382 - Filips van Artevelde (42), leidsman van Gent en ruwaard van Vlaanderen
- 1674 - Franciscus van den Enden (72), Nederlands filosoof en onderwijzer
- 1684 - Pierre Golle (~64), Nederlands-Frans meubelmaker
- 1852 - Ada Lovelace (36), Brits wiskundige
- 1860 - Jacobus Groenendaal (55), Nederlands-Vrijstaats politicus
- 1899 - Constant Fornerod (80), Zwitsers politicus
- 1899 - Guido Gezelle (69), Belgisch priester en dichter
- 1916 - Emile Verhaeren (61), Belgisch schrijver
- 1918 - Belfort Duarte (35), Braziliaans voetballer
- 1931 - Lya De Putti (34), Hongaars actrice
- 1934 - Baby Face Nelson (25), Amerikaans gangster
- 1940 - Nicolae Iorga (69), Roemeens schrijver en politicus
- 1942 - Duifje Schuitenvoerder (68), Nederlands zangeres
- 1955 - Arthur Honegger (63), Zwitsers componist
- 1958 - Artur Rodziński (66), Pools dirigent
- 1960 - Dirk Jan de Geer (89), Nederlands politicus
- 1962 - August Lass (59), Estisch voetballer
- 1978 - Isaac Julius Tamaëla (63), Zuid-Moluks leider
- 1979 - Walter Dietrich (76), Zwitsers voetballer
- 1981 - Lotte Lenya (83), Oostenrijks zangeres en actrice
- 1985 - Fernand Braudel (83), Frans historicus
- 1986 - Géza von Radványi (78), Hongaars regisseur
- 1988 - John Carradine (82), Amerikaans acteur
- 1988 - Johannes Hendrikus Donner (61), Nederlands schaakgrootmeester en publicist
- 1989 - Claudio Teehankee sr. (71), opperrechter Filipijns hooggerechtshof
- 1995 - Giancarlo Baghetti (60), Italiaans autocoureur
- 1997 - Jules Henriet (79), Belgisch voetballer en voetbalcoach
- 2004 - Philippe de Broca (71), Frans cineast
- 2004 - Gunder Hägg (85), Zweeds atleet
- 2004 - Velimir Valenta (75), Joegoslavisch roeier
- 2004 - Coosje Wolters (100), Nederlands motorpionier
- 2005 - Franz Schönhuber (82), Duits extreemrechts politicus
- 2007 - Elsbeth Boor (55), Nederlands juriste
- 2007 - Sean Taylor (24), Amerikaans Americanfootballspeler
- 2008 - Andrew McKelvey (74), Amerikaans ondernemer
- 2008 - Pekka Pohjola (56), Fins muzikant
- 2008 - Vishwanath Pratap Singh (77), Indisch eerste minister
- 2010 - Irvin Kershner (87), Amerikaans regisseur
- 2011 - Ken Russell (84), Brits filmregisseur
- 2011 - Gary Speed (42), Welsh voetballer en voetbalcoach
- 2012 - Erik Izraelewicz (58), Frans journalist
- 2013 - Lewis Collins (67), Brits acteur
- 2013 - Rudolf Lorenzen (91), Duits schrijver
- 2013 - Nílton Santos (88), Braziliaans voetballer
- 2013 - Wolf Jobst Siedler (87), Duits journalist en uitgever
- 2014 - Phillip Hughes (25), Australisch cricketspeler
- 2015 - Philippe Washer (91), Belgisch tennisser
- 2016 - Ioannis Grivas (93), Grieks premier
- 2017 - Bob van den Born (90), Nederlands striptekenaar
- 2017 - Frédéric François (85), Belgisch politicus en journalist
- 2017 - Mehmet Ülger (55), Turks-Nederlands journalist
- 2018 - Manfred de Graaf (79), Nederlands acteur
- 2020 - Kevin Burnham (63), Amerikaans zeiler
- 2021 - Apetor (Tor Eckhoff) (57), Noors internetpersoonlijkheid
- 2021 - Almudena Grandes Hernández (61), Spaans schrijfster
- 2022 - Richard Baawobr (63), Ghanees kardinaal
- 2022 - Wim Cornelis (84), Nederlands hockeybestuurder
- 2023 - Elise Boot (91), Nederlands rechtsgeleerde en politica
- 2023 - Henk Buck (93), Nederlands scheikundige
- 2023 - Mary Cleave (76), Amerikaans ruimtevaarder
- 2023 - Kurt Salterberg (100), Duits militair
- 2023 - Frances Sternhagen (93), Amerikaans actrice
- 2024 - Maria Alexandru (84), Roemeens tafeltennisspeelster
- 2024 - Loet Hanekroot (85), Belgisch acteur en toneelregisseur
- 2024 - Fedde Jonkman (83), Nederlands politicus
- 2024 - Mary McGee (87), Amerikaans motorcoureur

## Viering/herdenking
- Rooms-katholieke kalender:
  - Heilige Acharius (van Doornik) († 640) - Vrije gedachtenis (in bisdom Brugge, bisdom Doornik en bisdom Breda)
  - Heilige Virgilius (van Salzburg) († 784)
  - Heilige Oda (van Brabant) († c. 723) - Gedachtenis (in bisdom 's-Hertogenbosch)
  - Heilige Severien (van Parijs) († c. 540)
  - Heilige Bilhildis van Mainz († c. 700)
  - Heilige Fergus van Deer († c. 721)
  - Heilige Jacobus Intercisus († 421)
  - Heilige Johannes Angeloptes († 433)
  - Heilige Gallgo († 6e eeuw)
  - Heilige Goustan († 1040)
  - Heilige Apollinaris van Monte Cassino († 828)
  - Heilige Barlaam en Josaphat
  - Heilige Martelaren van Antiochië: Basileus, Auxilius en Saturninus
  - Zalige Bernardinus van Fossa († 1503)
  - Maria van de Wonderdadige Medaille († 1830)
- Oosters-orthodoxe kalender:
  - Heilige Gregorius van Byzantium († 1346)

## Weerextremen

### Nederland
| | Officiële records | Officiële records | Officiële records |      | Landelijke records | Landelijke records | Landelijke records              |
| Gebeurtenis | Jaar              | Extreem           | Locatie           | Jaar | Extreem            | Locatie            |                                 |
| --- | ----------------- | ----------------- | ----------------- | ---- | ------------------ | ------------------ | ------------------------------- |
| Laagste etmaalgemiddelde temperatuur (°C) | 1921              | −3,8              | De Bilt           |      | 1915               | −5,4               | Maastricht                      |
| Hoogste etmaalgemiddelde temperatuur (°C) | 2006              | 10,7              | De Bilt           |      | 2006               | 12,2               | Maastricht                      |
| Laagste minimumtemperatuur (°C) | 1921              | −10,0             | De Bilt           |      | 1915               | −11,9              | De Kooy                         |
| Hoogste minimumtemperatuur (°C) | 2019              | 9,6               | De Bilt           |      | 1994               | 10,8               | Rotterdam Geulhaven, Vlissingen |
| Laagste maximumtemperatuur (°C) | 1993              | −1,9              | De Bilt           |      | 1993               | −2,7               | Stavoren                        |
| Hoogste maximumtemperatuur (°C) | 1983              | 15,1              | De Bilt           |      | 1983 2006          | 16,1               | Eindhoven, Volkel Eindhoven     |
| Hoogste uurgemiddelde windsnelheid (m/s) | 1905              | 18,0              | De Bilt           |      | 1983               | 28,3               | Cadzand                         |
| Hoogste windstoot (m/s) | 1983              | 29,3              | De Bilt           |      | 1983               | 40,1               | Vlissingen                      |
| Langste zonneschijnduur (uur) | 1948              | 7,1               | De Bilt           |      | 1977               | 7,4                | Vlissingen                      |
| Langste neerslagduur (uur) | 1961              | 22,1              | De Bilt           |      | 2023               | 23,0               | Arcen                           |
| Hoogste etmaalsom van de neerslag (mm) | 1983              | 45,5              | De Bilt           |      | 1983               | 48,1               | Deelen                          |
| Laagste etmaalgemiddelde relatieve vochtigheid (%) | 1920              | 62                | De Bilt           |      | 1920               | 62                 | De Bilt                         |
| Laagste uurwaarde luchtdruk op zeeniveau (hPa) | 1983              | 962,7             | De Bilt           |      | 1983               | 954,2              | Eelde                           |
| Hoogste uurwaarde luchtdruk op zeeniveau (hPa) | 1986              | 1038,7            | De Bilt           |      | 1986               | 1040,3             | Maastricht                      |
| Officiële records worden altijd gemeten op het KNMI-weerstation in De Bilt. Landelijke records kunnen worden gemeten op elk officieel KNMI-weerstation in Nederland. |                   |                   |                   |      |                    |                    |                                 |

Uitzonderlijke gebeurtenissen
- 1901 - Officieel laagste maximumtemperatuur in °C van november dit jaar gemeten in De Bilt: 1,9
- 1923 - Officieel laagste maximumtemperatuur in °C van november dit jaar gemeten in De Bilt: −1,4
- 1961 - Officieel maandrecord langste neerslagduur in uren van november gemeten in De Bilt: 22,1
- 1983 - Officieel maandrecord hoogste etmaalsom van de neerslag in mm van november gemeten in De Bilt: 45,5
- 1983 - Officieel maandrecord laagste uurwaarde luchtdruk op zeeniveau in hPa van november gemeten in De Bilt: 962,7
- 1983 - Landelijk maandrecord laagste uurwaarde luchtdruk op zeeniveau in hPa van november gemeten in Eelde: 954,2
- 1983 - Laatste officiële zachte dag van het jaar (maximumtemperatuur ≥ 15 °C in De Bilt)
- 1983 - Laatste landelijke zachte dag van het jaar gemeten in De Bilt, Eindhoven, Gilze-Rijen, Maastricht, Rotterdam en Volkel (maximumtemperatuur ≥ 15 °C op een officieel weerstation)
- 2023 - Officieel langste neerslagduur in uren van november dit jaar gemeten in De Bilt: 19,9 (voorlopig)
- 2023 - Landelijk langste neerslagduur in uren van november dit jaar gemeten in Arcen: 23,0 (voorlopig)
- 2023 - Landelijk hoogste etmaalsom van de neerslag in mm van november dit jaar gemeten in Arcen: 32,6 (voorlopig)

### België
Dagrecords
- 1890 - Laagste etmaalgemiddelde temperatuur −9,1 °C. Dit is de koudste dag ooit in de maand november.
- 2006 - Hoogste etmaalgemiddelde temperatuur 12,2 °C
- 1890 - Laagste minimumtemperatuur −12,3 °C. Dit is de laagste minimumtemperatuur ooit in de maand november.
- 2006 - Hoogste maximumtemperatuur 16,5 °C
- 1983 - Hoogste etmaalsom van de neerslag 20,2 mm

Uitzonderlijke gebeurtenissen
- 1983 - Storm boven West-Europa kost in België een tiental mensenlevens. Tweede krachtigste windstoot van de eeuw in Ukkel: 151 km/h.

<< · 1 · 2 · 3 · 4 · 5 · 6 · 7 · 8 · 9 · 10 · 11 · 12 · 13 · 14 · 15 · 16 · 17 · 18 · 19 · 20 · 21 · 22 · 23 · 24 · 25 · 26 · 27 · 28 · 29 · 30 · >>